# Sclerochilus bradyi
Sclerochilus bradyi är en kräftdjursart som beskrevs av Rudjakov 1962. Sclerochilus bradyi ingår i släktet Sclerochilus och familjen Bythocytheridae. Inga underarter finns listade i Catalogue of Life.